# Pasir Lancat Lama
Pasir Lancat Lama is een bestuurslaag in het regentschap Padang Lawas van de provincie Noord-Sumatra, Indonesië. Pasir Lancat Lama telt 180 inwoners (volkstelling 2010).